# August Klughardt
August Klughardt   (Köthen, 30 de novembre de 1847 - Dessau, 3 d'agost de 1902), nom complet August Friedrich Martin Klughardt, fou un compositor i director d'orquestra alemany.
Klughardt, que va néixer a Köthen, va prendre les seves primeres lliçons de piano i teoria musical als 10 anys. Aviat va començar a compondre les seves primeres peces, que van ser interpretades per un cercle de música que Klughardt havia fundat a l'escola. El 1863, la seva família es va traslladar a Dessau. Un any més tard, Klughardt va debutar com a pianista.
Fou deixeble de Blassman i de Reichel, i el 1867 es donà a conèixer com a director d'orquestra a Posen, dirigint després per espai de quatre anys el teatre de Weimar.
L'any següent de la seva mort se li va erigir un monument a Dessau. Va compondre les òperes:
- Mirjam (Weimar, 1871);
- Iwein (Neustrelitz, 1879);
- Gudrun (Neustrelitz, 1872);
- Die Hochzeit des Mönchs (Dessau, 1886);
- 5 obertures, 5 simfonies, 3 oratoris, 2 suites d'orquestra i nombrosa música vocal i instrumental.